# Stadion Kieselhumes
Stadion Kieselhumes – wielofunkcyjny stadion w Saarbrücken, w Niemczech. Został otwarty w 1931 roku. Może pomieścić 6000 widzów. Swoje spotkania rozgrywają na nim piłkarze zespołu Saar 05 Saarbrücken oraz piłkarki kobiecej sekcji klubu 1. FC Saarbrücken.

## Historia
Stadion został otwarty w 1931 roku. Początkowo posiadał drewnianą trybunę, przeniesioną ze starego stadionu klubu Saar 05 Saarbrücken, który znajdował się przy ulicy Hellwigstraße. Nieco później wybudowano nową trybunę główną, która istnieje do dziś, drewnianą trybunę przeniesiono natomiast tym razem na stadion Saarwiesen. Po II wojnie światowej obiekt nazwano imieniem Jeana Barta, później powrócono jednak do nazwy Kieselhumes. Powiększono także trybuny stadionu do pojemności 35 000 widzów. Przez pewien czas (do otwarcia w 1953 roku Ludwigsparkstadionu) na obiekcie swoje mecze rozgrywali piłkarze 1. FC Saarbrücken, trzy nieoficjalne spotkania międzypaństwowe z reprezentacjami „B” Szwajcarii, Austrii i Francji rozegrała tutaj również piłkarska reprezentacja Saary. Przez kolejne lata stadion przechodził wiele renowacji, m.in. zainstalowano na nim tartanową bieżnię lekkoatletyczną i znacznie zredukowano jego pojemność. Gospodarzem obiektu jest klub Saar 05 Saarbrücken, swoje spotkania rozgrywają na nim również piłkarki kobiecej sekcji 1. FC Saarbrücken. Oprócz meczów piłkarskich na arenie odbywają się również imprezy lekkoatletyczne, m.in. 17 maja 2008 roku rozegrano na Kieselhumes finał lekkoatletycznych drużynowych mistrzostw Niemiec.